# 一丁田修一
一丁田 修一（いっちょうだ しゅういち、1948年3月28日 - ）は、日本の男性アナウンサー。血液型はA型。

## 来歴・人物
東京都武蔵野市出身。成蹊大学卒業。
1970年代より日本短波放送（NSB）アナウンサーとして中央競馬実況に携わったのち、1977年に読売テレビ（YTV）へ移籍入社。以来、主にスポーツ実況を担当し、プロ野球では1985年の日本シリーズ・阪神対西武第5戦、1989年の日本シリーズ・近鉄対巨人第7戦を担当した。1999年頃、人事異動によりアナウンス職から離れた。

## 過去の主な担当番組
- スポーツ中継（主な担当競技：野球[2]、サッカー[2]、ほか[2]）
  - 中央競馬実況中継（NSB時代）
  - 劇空間プロ野球（YTV時代）
- ニュース

## 主な実況歴
- 京都記念 (春)（1977年）
- 鳴尾記念（1977年）

## 参考資料
- 『プロ野球12球団全選手百科名鑑』シリーズ各年版（日本スポーツ出版社発行）
  - '98プロ野球12球団全選手百科名鑑（『ホームラン』1998年3月号増刊）
  - 12球団全選手カラー百科名鑑2000（『ホームラン』2000年3月号増刊）
- 外部リンク